# Periclimenes petitthouarsii
Periclimenes petitthouarsii är en kräftdjursart som först beskrevs av Jean Victor Audouin 1826.  Periclimenes petitthouarsii ingår i släktet Periclimenes och familjen Palaemonidae. Inga underarter finns listade i Catalogue of Life.